# موزه-انستیتو کومیتاس
موزه کومیتاس (Կոմիտասի թանգարան-ինստիտուտ; انگلیسی: Komitas Museum-Institute) یک موزه هنری و زندگی‌نامه ای در ایروان ارمنستان می‌باشد که به موسیقی‌شناس و آهنگساز سرشناس ارمنی کومیتاس وارداپت اختصاص یافته‌است. این موزه در مجاورت پانتئون کومیتاس در پارک کومیتاس ناحیه شنگاویت واقع شده‌است. این موزه در ژانویه ۲۰۱۵ افتتاح شده‌است. در تاریخ ۲۴ ژوئیه ۲۰۱۴ با تصمیم دولت ارمنستان، انستیتو-موزه کومیتاس به عنوان یک مؤسسه یک غیر تجاری بنیانگذاری شد. این موزه در پارک کومیتاس بنا شد و جایگزین خانه قدیمی فرهنگ شد. بودجه ساخت و ساز این موزه توسط بنیاد پیونیک «Pyunik» و لوئیس «Luys» تأمین شد. معمار این پروژه آرتور مسچیان می‌باشد. انستیتو-موزه به صورت رسمی در تاریخ ۲۹ ژانویه ۲۰۱۵ با حضور رئیس‌جمهور سرژ سرکیسیان، اسقفان اعظم تمام ارمنیان آرام یکم و گارگین دوم افتتاح شد.
این موزه یک تالار مرکزی بزرگ، تالارهای و بخش‌های نمایشگاهی دائم و موقت، مرکز پژوهش، استودیوی موسیقی، کتابخانه و انتشارات را شامل می‌شود. وسائل شخصی کومیتاس وارداپت
در موزه دسته‌بندی شده‌اند. این پروژه توسط وارطان کارپانیان و عکاس آلبرتو تورسلو تشکیل و سرپرستی شده‌است و توسط شورای بین‌المللی موزه‌ها اجرا شده‌است.

## تالارهای نمایشگاه

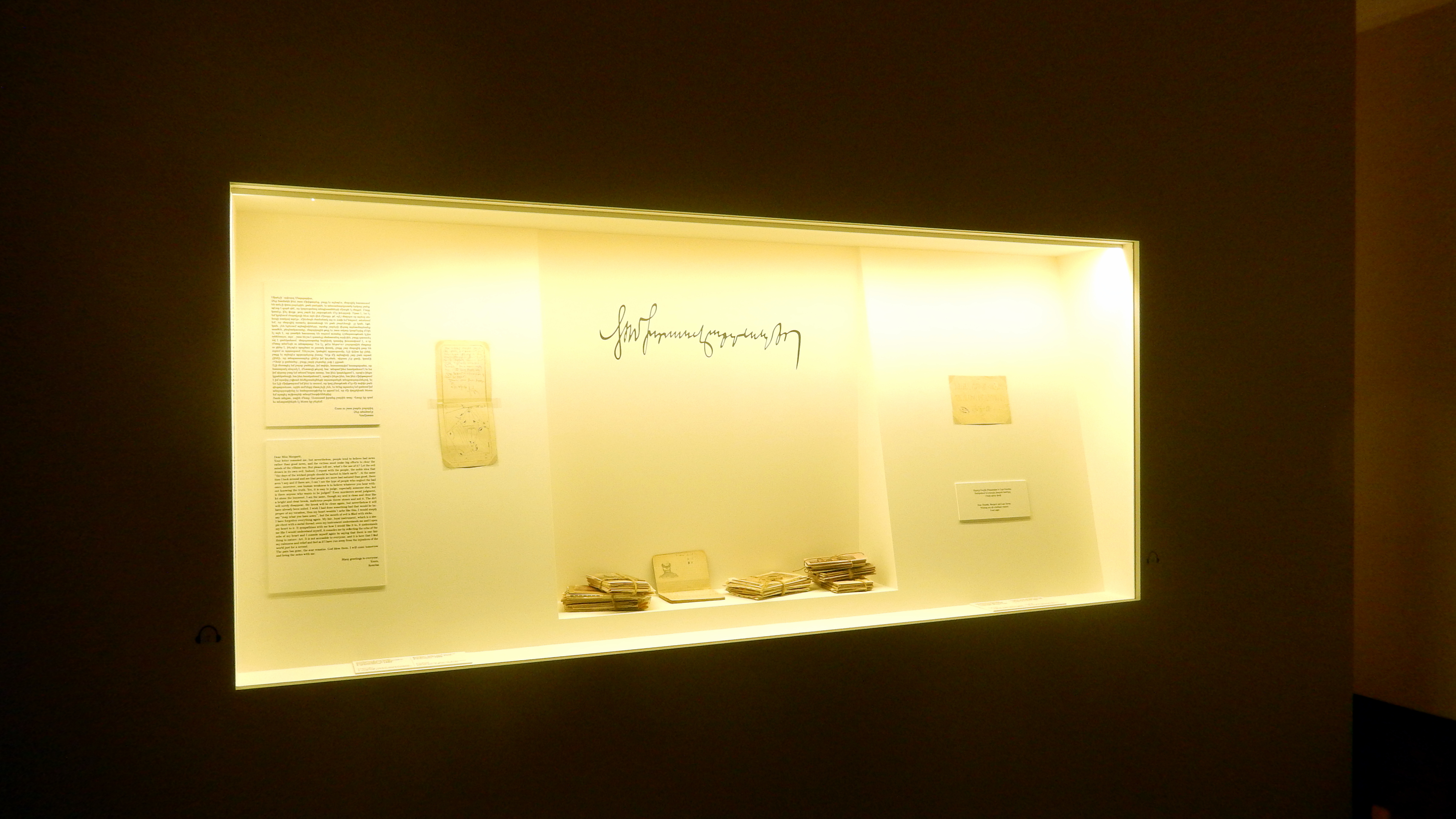
امضای کومیتاس

- تالار اول، "گاهشمار": اختصاص یافته به زندگانی کومیتاس.
- تالار دوم، "کومیتاس و معاصرین وی": about the way that Komitas passed through, with the scientific thoughts and religious values of his partners.
- تالار سوم، "افکار کومیتاس".
- تالار چهارم، "آثار کومیتاس در زمینه پژوهش فولکلوریک".
- تالار پنجم، "کومیتاس بع عنوان یک آهنگساز".
- تالار ششم، "کومیتاس و موسیقی آئینی".
- تالار هفتم، "اجراهای کومیتاس".
- تالار هشتم، "حماسه کومیتاس".

## نگارخانه

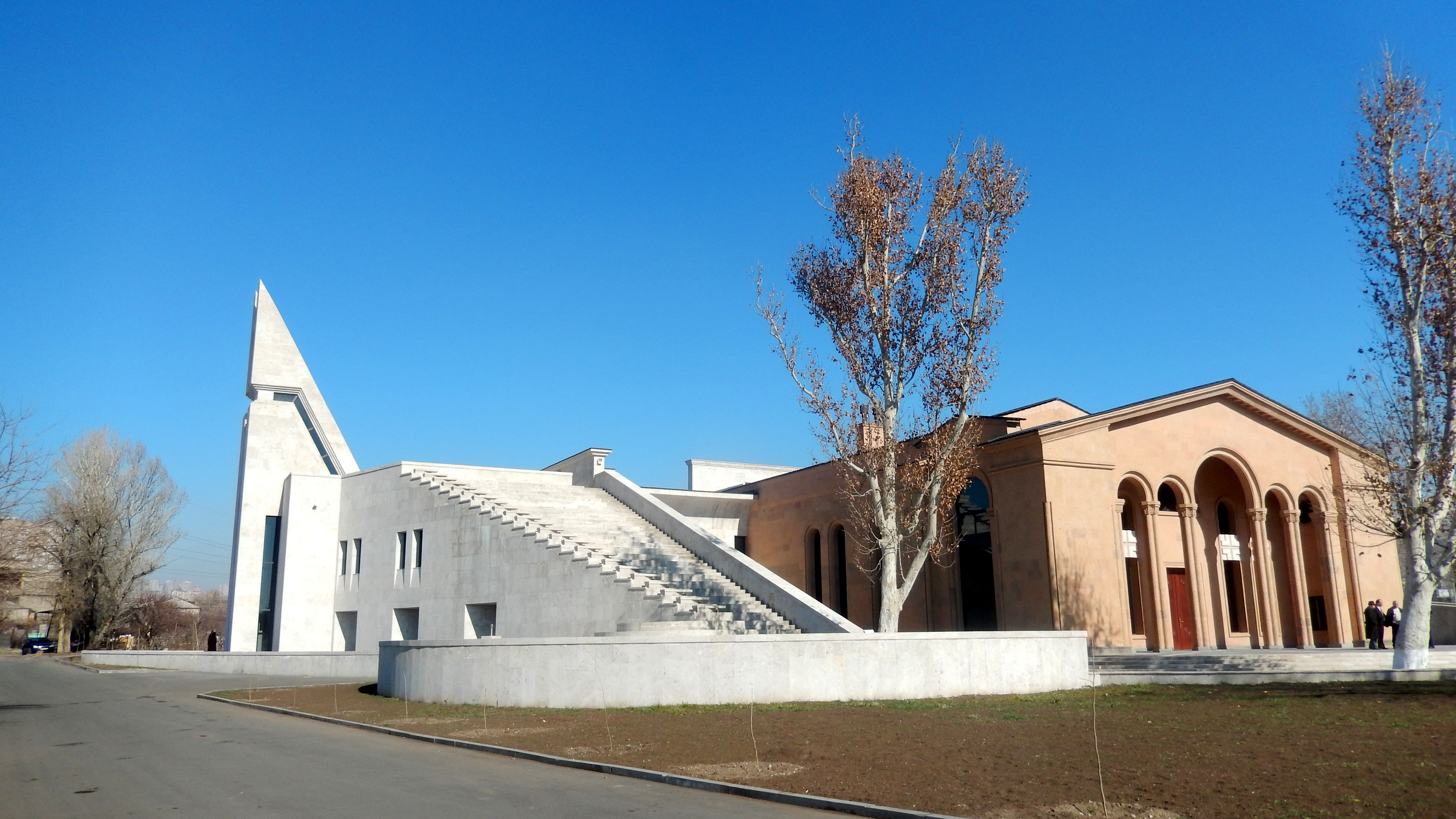
نمای عمومی
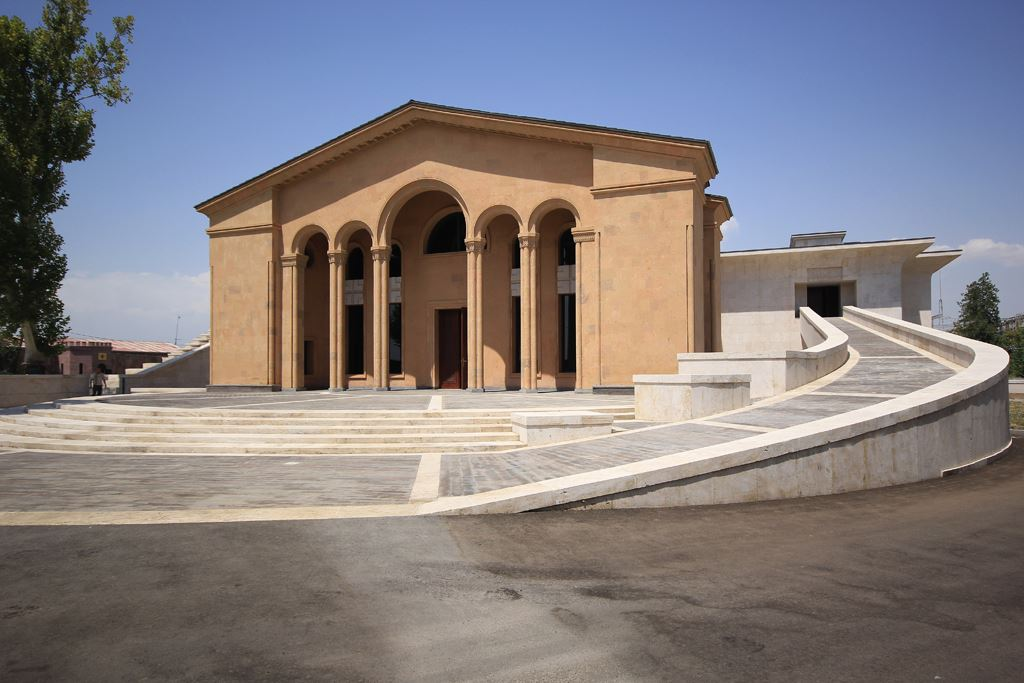
ورودی
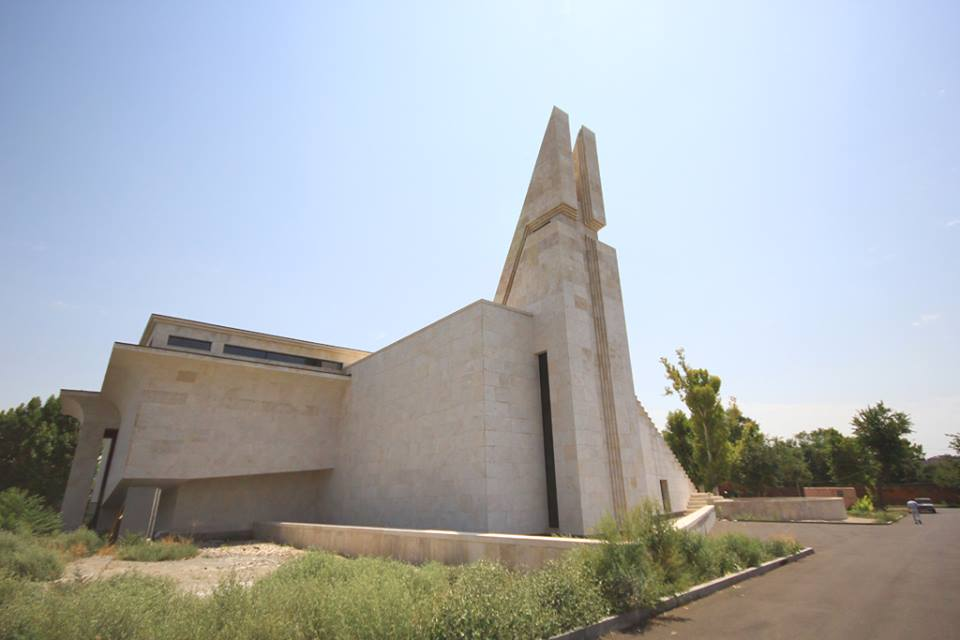
نمای پشتی
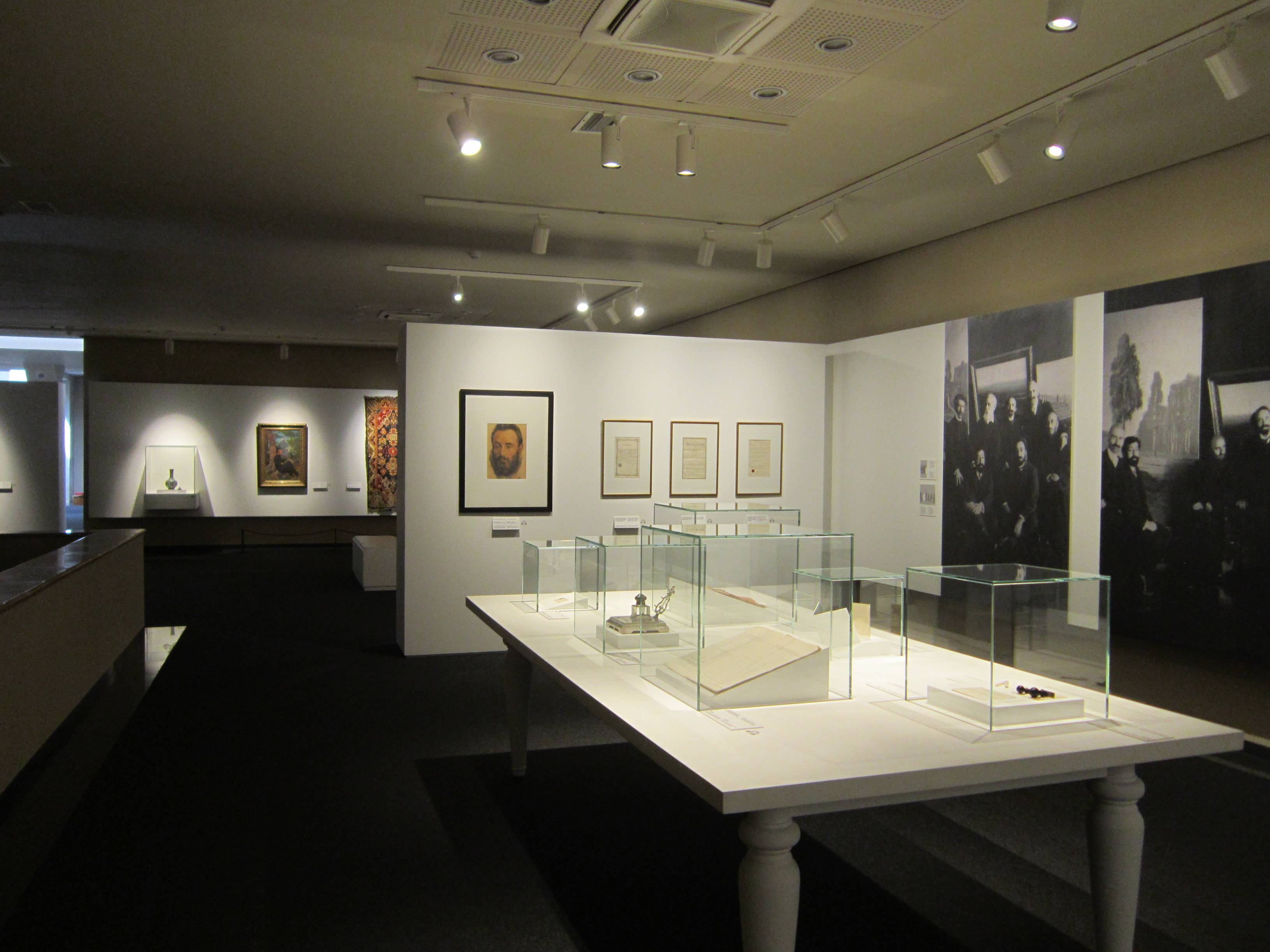
نمای ورودی